# Telefone celular
O telefone móvel ou telefone celular, também chamado de telemóvel ou simplesmente celular, é um telefone portátil que pode fazer e receber chamadas através de um link de radiofrequência enquanto o usuário está se movendo dentro de uma área de serviço telefônico, em oposição a um telefone fixo (telefone fixo). A ligação de radiofrequência estabelece uma conexão com os sistemas de comutação de uma operadora de telefonia móvel, que fornece acesso à rede telefônica pública comutada (PSTN). 
Os serviços telefônicos móveis modernos usam uma arquitetura de rede celular e, portanto, são chamados de telefones "celulares". Além da telefonia, os telefones celulares digitais suportam uma variedade de outros serviços, como mensagens de texto, mensagens multimídia, e-mail, acesso à Internet (via LTE, 5G NR ou Wi-Fi), comunicações sem fio de curto alcance (infravermelho, Bluetooth), acesso via satélite (navegação, conectividade de mensagens), aplicativos empresariais, pagamentos (via NFC), reprodução e streaming de multimídia (rádio, televisão), fotografia digital e videogames. Os telefones celulares que oferecem apenas recursos básicos são conhecidos como feature phones; telefones celulares que oferecem recursos de computação bastante avançados são chamados de smartphones.
O primeiro telefone celular portátil foi demonstrado por Martin Cooper da Motorola na cidade de Nova York em 3 de abril de 1973, usando um aparelho pesando cerca de 2 quilogramas. Em 1979, a Nippon Telegraph and Telephone (NTT) lançou a primeira rede celular do mundo no Japão. Em 1983, o DynaTAC 8000x foi o primeiro telefone móvel portátil disponível comercialmente. De 1983 a 2014, as assinaturas mundiais de telefonia móvel cresceram para mais de 7 bilhões; um para cada pessoa na Terra. No primeiro trimestre de 2016, os principais desenvolvedores de smartphones em todo o mundo foram Samsung, Apple e Huawei; as vendas de smartphones representaram 78% do total de vendas de telefones celulares. Para feature phones, as marcas que mais vendia em 2016 eram Samsung, Nokia e Alcatel.
Os telefones celulares são considerados uma importante invenção humana, pois são uma das peças de tecnologia de consumo mais utilizadas e vendidas. O crescimento da popularidade tem sido rápido em alguns lugares, por exemplo, no Reino Unido, o número total de telemóveis ultrapassou o número de casas em 1999. Hoje, os telemóveis são onipresentes a nível mundial e em quase metade dos países do mundo, mais de 90% da população possui pelo menos um aparelho do tipo.

## História

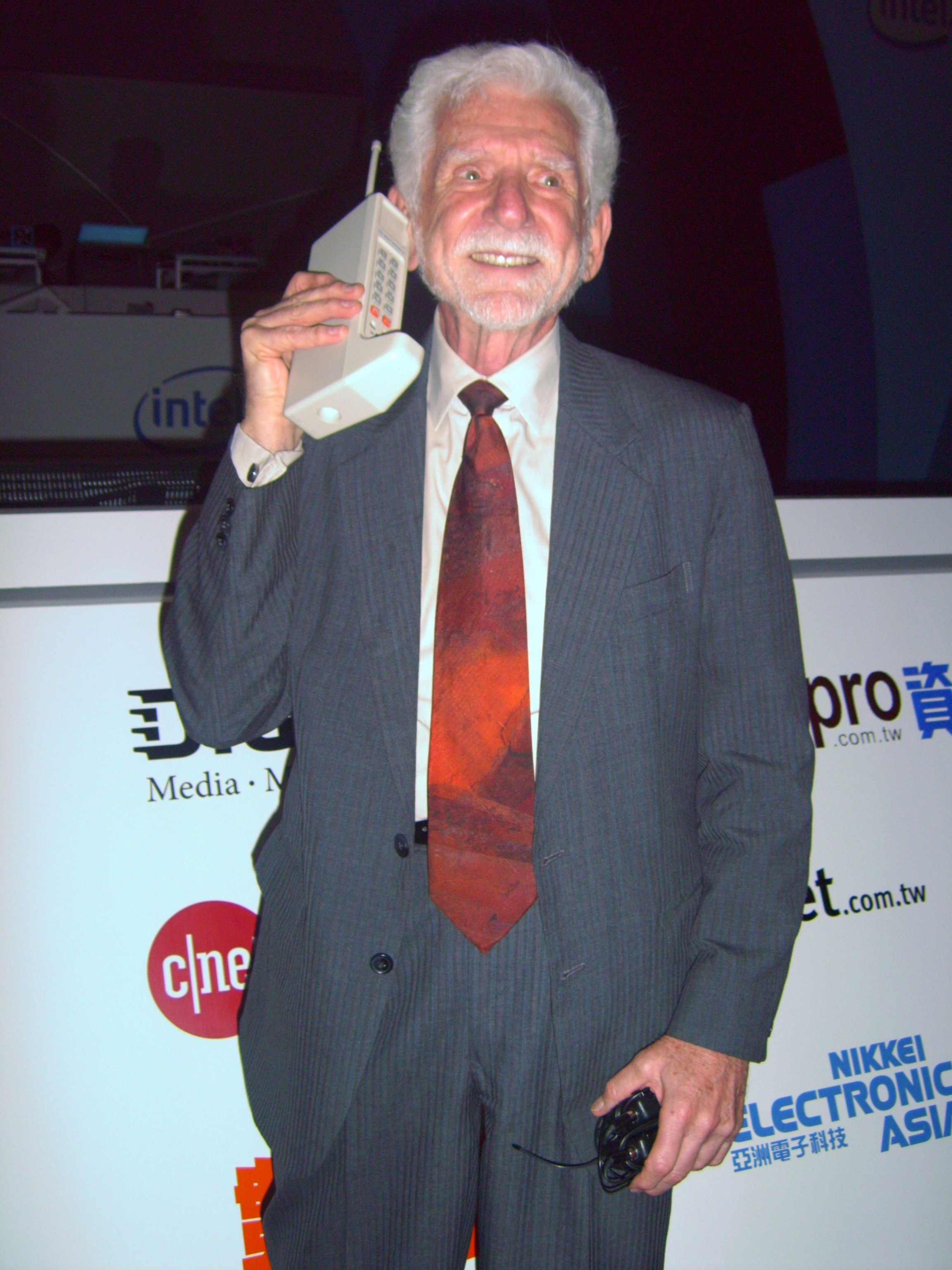
Martin Cooper, da Motorola, fez a primeira chamada de celular portátil do modelo DynaTAC em 3 de abril de 1973

Um serviço de radiotelefonia móvel portátil foi concebido nos estágios iniciais da engenharia de rádio. Em 1917, o inventor finlandês Eric Tigerstedt registrou uma patente para um "telefone dobrável de bolso com um microfone de carbono muito fino". Os primeiros predecessores dos telefones celulares incluíam comunicações de rádio analógicas de navios e trens. A corrida para criar dispositivos telefônicos verdadeiramente portáteis começou após a Segunda Guerra Mundial, com desenvolvimentos ocorrendo em muitos países. Os avanços na telefonia móvel foram rastreados em "gerações" sucessivas, começando com os primeiros serviços da geração zero (0G), que não eram celulares, suportavam algumas chamadas simultâneas e eram muito caros.
O primeiro telefone celular portátil foi demonstrado por John F. Mitchell e Martin Cooper da Motorola em 1973, usando um aparelho pesando 2 quilogramas. A primeira rede celular automatizada comercial (1G) analógica foi lançada no Japão pela Nippon Telegraph and Telephone em 1979 seguida em 1981 pelo lançamento simultâneo do sistema Nordic Mobile Telephone (NMT) na Dinamarca, Finlândia, Noruega e Suécia. Vários outros países seguiram o exemplo no início e meados da década de 1980. Esses sistemas de primeira geração (1G) poderiam suportar muito mais chamadas simultâneas, mas ainda usavam tecnologia celular analógica. Em 1983, o DynaTAC 8000x foi o primeiro telefone móvel portátil disponível comercialmente.

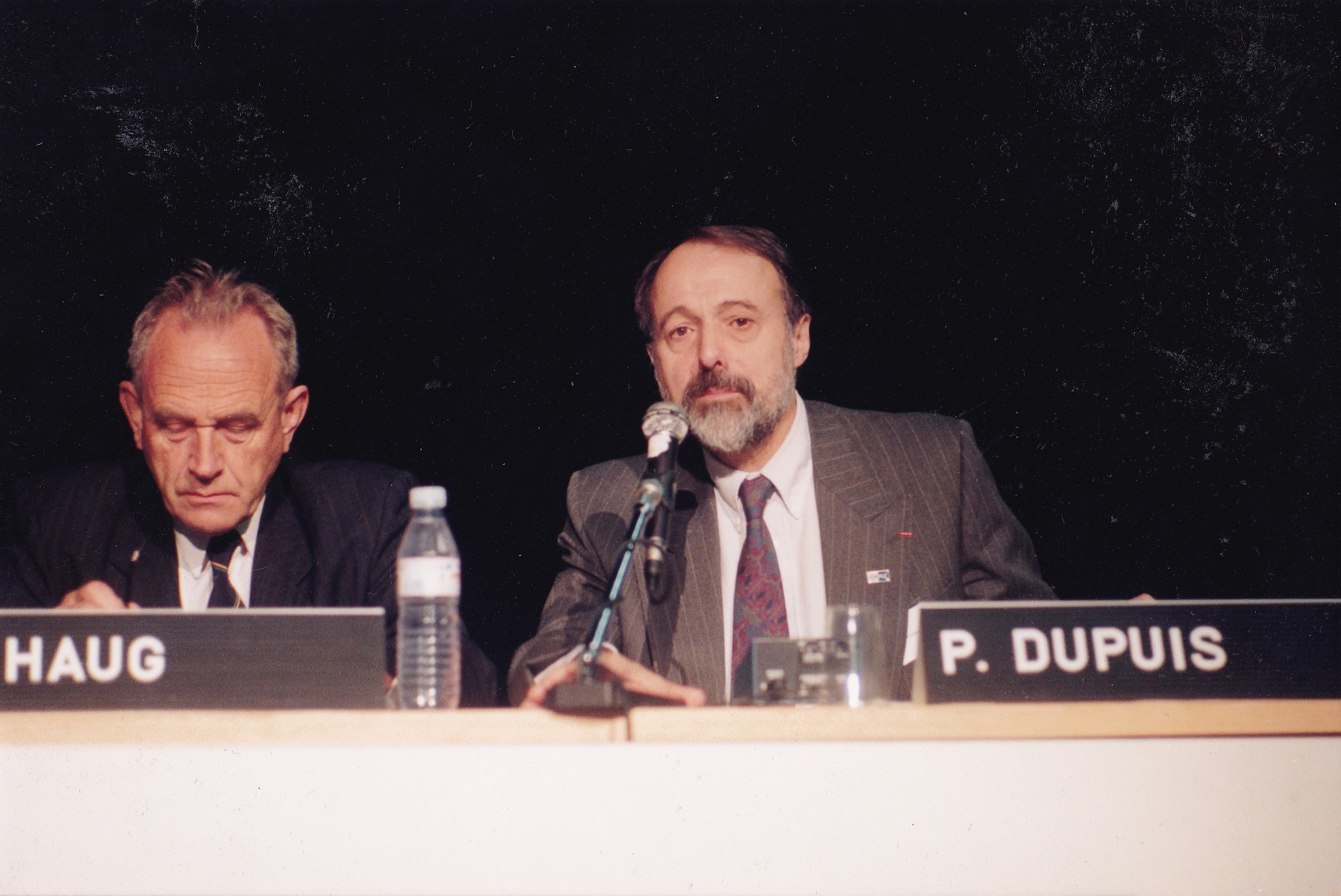
Dupuis e Haug durante uma reunião GSM na Bélgica, abril de 1992

Em 1991, a tecnologia celular digital de segunda geração (2G) foi lançada na Finlândia pela Radiolinja no padrão GSM. Isto provocou concorrência no secor, à medida que os novos operadores desafiavam os operadores de rede 1G existentes. O padrão GSM é uma iniciativa europeia expressa na CEPT ("Conférence Européenne des Postes et Telecommunications", Conferência Europeia de Correios e Telecomunicações). A cooperação franco-alemã em I&D demonstrou a viabilidade técnica e, em 1987, foi assinado um memorando de entendimento entre 13 países europeus que concordaram em lançar um serviço comercial até 1991. A primeira versão do padrão GSM tinha 6.000 páginas. Em 2018, o Instituto de Engenheiros Eletricistas e Eletrônicos e a Sociedade Real de Edimburgo concederam a Thomas Haug e Philippe Dupuis a medalha James Clerk Maxwell por suas contribuições para o primeiro padrão de telefonia móvel digital.

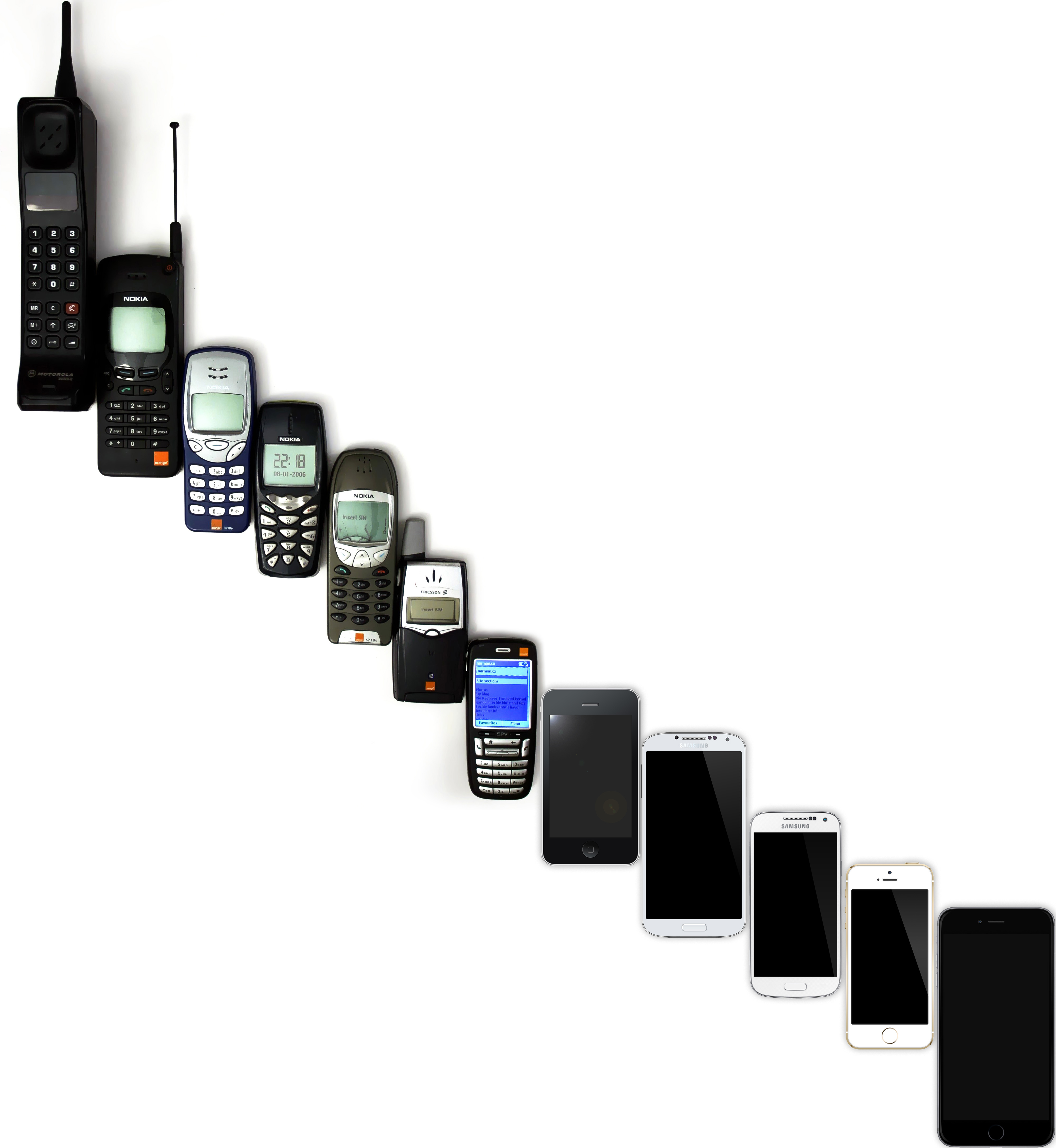
Duas décadas de evolução dos telefones celulares, do Motorola DynaTAC 8000X de 1992 ao iPhone 6 Plus de 2014

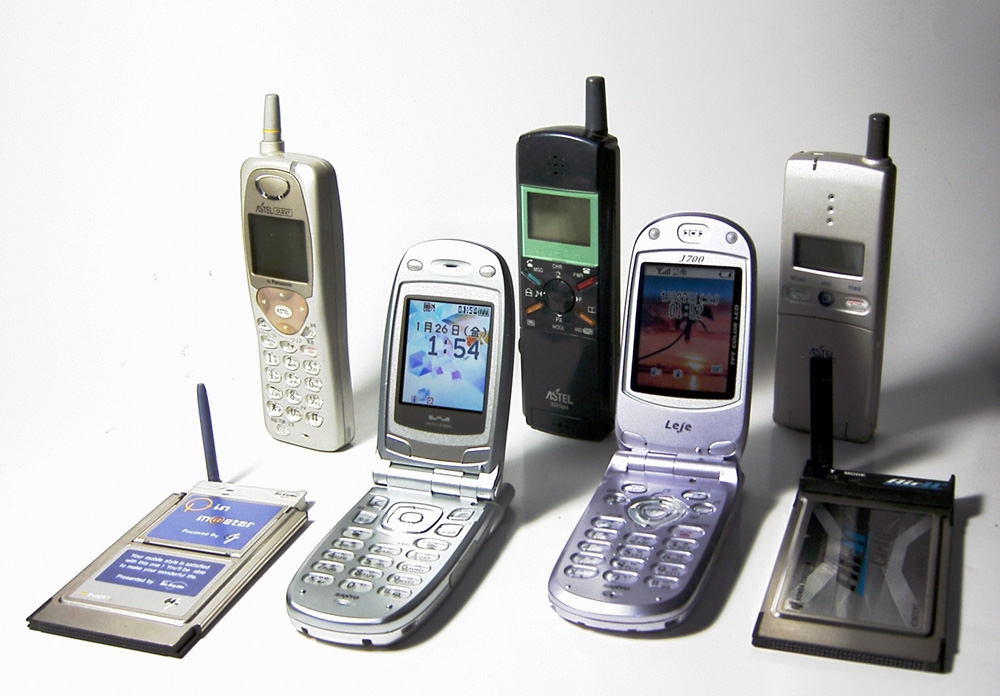
Celulares e modems do sistema pessoal Handy-phone, 1997–2003

Em 2001, a terceira geração (3G) foi lançada no Japão pela NTT DoCoMo no padrão WCDMA. Isto foi seguido por melhorias 3,5G ou 3G+ baseadas na família de acesso a pacotes de alta velocidade (HSPA), permitindo que as redes UMTS tenham maior velocidade e capacidade de transferência de dados. O 3G é capaz de fornecer acesso de banda larga móvel de vários Mbit/s para smartphones e modems móveis em laptops. Isso garante que ele possa ser aplicado ao acesso à Internet móvel, VoIP, chamadas de vídeo e ao envio de grandes mensagens de e-mail, bem como à exibição de vídeos, normalmente em qualidade de definição padrão.
Em 2009, tornou-se claro que, em algum momento, as redes 3G seriam sobrecarregadas pelo crescimento de aplicações com uso intensivo de largura de banda, como streaming de mídia. Consequentemente, a indústria começou a procurar tecnologias de quarta geração (4G) optimizadas para dados, com a promessa de melhorias de velocidade até dez vezes superiores às tecnologias 3G existentes. O primeiro serviço LTE disponível publicamente foi lançado na Escandinávia pela TeliaSonera em 2009. Na década de 2010, a tecnologia 4G encontrou diversas aplicações em vários setores, demonstrando sua versatilidade no fornecimento de comunicação sem fio de alta velocidade, como banda larga móvel, internet das coisas (IoT), acesso fixo sem fio e streaming multimídia (incluindo música, vídeo, rádio e televisão).
A implantação de redes celulares de quinta geração (5G) começou em todo o mundo em 2019. O termo "5G" foi originalmente usado em trabalhos de pesquisa e projetos para denotar a próxima grande fase nos padrões de telecomunicações móveis além dos padrões 4G/IMT-Advanced. O 3GPP define 5G como qualquer sistema que adere ao padrão 5G NR (5G New Radio). O 5G pode ser implementado em ondas milimétricas de banda baixa, banda média ou banda alta, com velocidades de download que podem atingir a faixa de gigabit por segundo (Gbit/s), visando uma latência de rede de 1 ms. Essa capacidade de resposta quase em tempo real e o melhor desempenho geral dos dados são cruciais para aplicações como jogos online, realidade aumentada e virtual, veículos autônomos, IoT e serviços críticos de comunicação.

## Tipos

### Smartphone

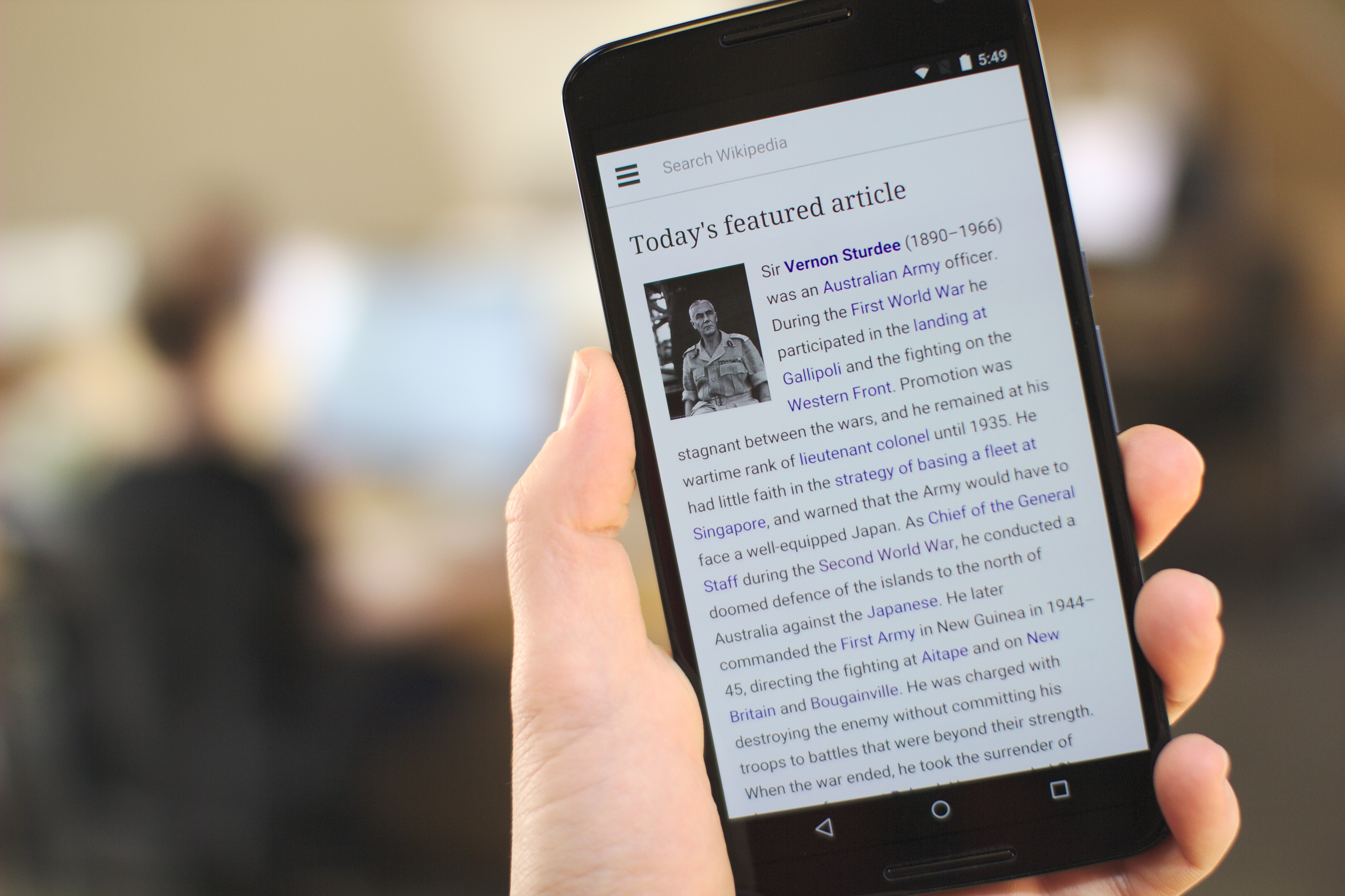
Smartphone com um artigo da Wikipédia em inglês na tela

Os smartphones possuem vários recursos distintivos. A União Internacional de Telecomunicações mede aqueles com conexão à Internet, que chama de assinaturas ativas de banda larga móvel (que também inclui tablets e outros aparelhos eletrônicos do tipo). Cerca de 75% da ]]população mundial eram usuários de smartphones em 2020.

### Feature phone

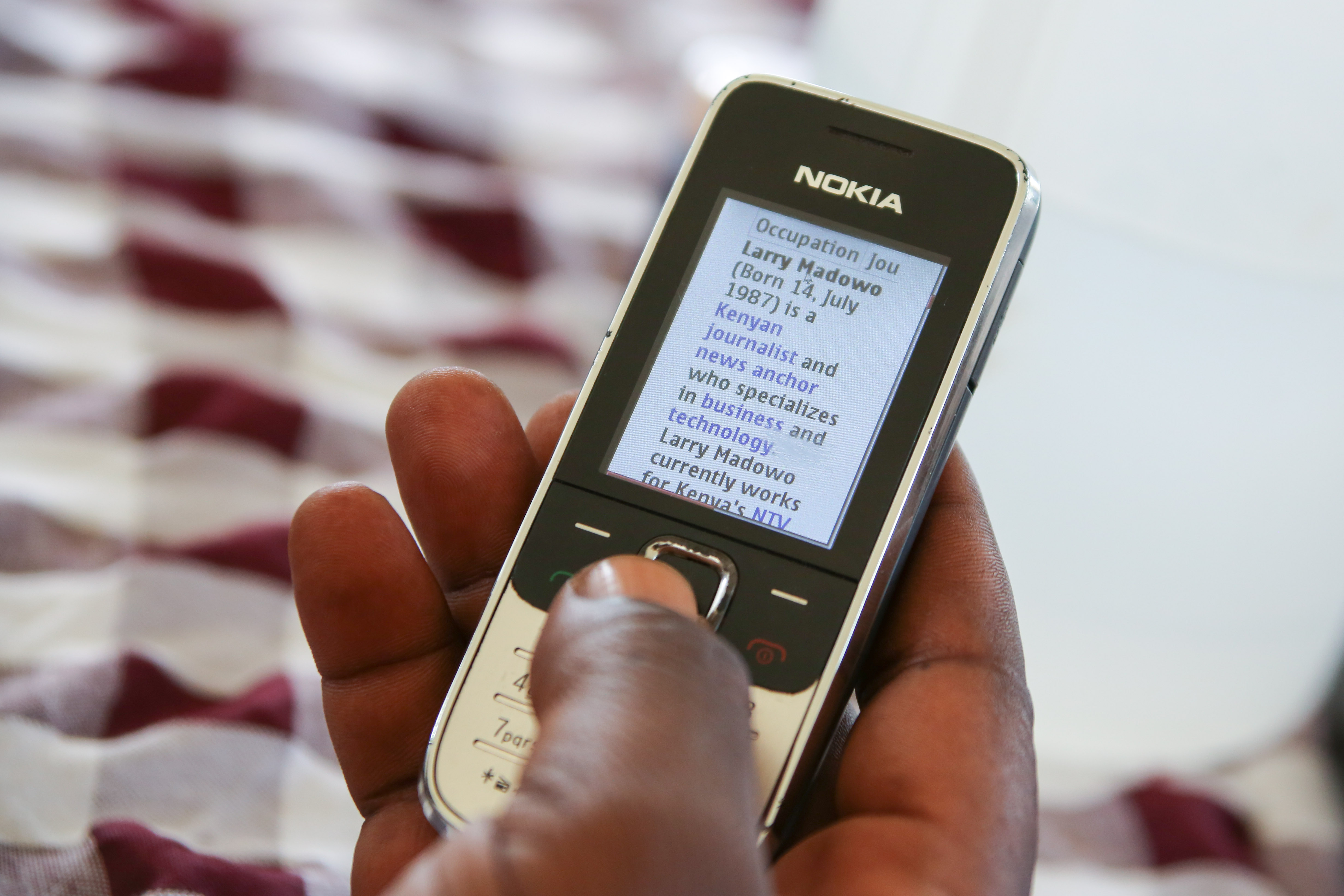
Um feature phone

Feature phone é um termo normalmente usado como um retrônimo para descrever telefones celulares com recursos limitados, em contraste com um smartphone moderno. Os feature phones normalmente oferecem funcionalidade de chamadas de voz e mensagens de texto, além de recursos básicos de multimídia e Internet e outros serviços oferecidos pelo provedor de serviços sem fio do usuário. Possuem funções adicionais além de um telefone celular básico, que só é capaz de fazer chamadas de voz e enviar mensagens de texto.

## Hardware
- Uma unidade central de processamento (CPU), o processador dos telefones. A CPU é um microprocessador fabricado em um chip de circuito integrado (IC) de óxido metálico-semicondutor (MOS).
- Uma bateria, que fornece a fonte de energia para as funções do telefone. Um aparelho moderno normalmente usa uma bateria de íon de lítio (LIB), enquanto os aparelhos mais antigos usavam baterias de níquel-hidreto metálico (Ni-MH).
- Um mecanismo de entrada para permitir ao usuário interagir com o telefone. Trata-se de um teclado para feature phones e telas sensíveis ao toque para a maioria dos smartphones (normalmente com detecção capacitiva ).
- Uma tela que reflete a digitação do usuário e exibe mensagens de texto, contatos e muito mais. A tela normalmente é uma tela de cristal líquido (LCD) ou uma tela de diodo orgânico emissor de luz (OLED).
- Alto-falantes para som.
- Cartões de módulo de identidade de assinante (SIM) e cartões de módulo de identidade de usuário removíveis (R-UIM).
- Um LED de notificação de hardware em alguns telefones

Os telefones celulares de baixo custo são frequentemente chamados de feature phones e oferecem telefonia básica. Aparelhos com capacidade computacional mais avançada por meio do uso de aplicativos de software nativos são conhecidos como smartphones . Os primeiros telefones GSM e muitos feature phones tinham memória flash NOR, a partir da qual as instruções do processador podiam ser executadas diretamente em uma arquitetura de execução no local e permitiam tempos de inicialização curtos. Nos smartphones, a memória flash NAND foi adotada por ter maior capacidade de armazenamento e custos mais baixos, mas causa tempos de inicialização mais longos porque as instruções não podem ser executadas diretamente a partir dela e devem ser copiadas para a memória RAM antes da execução. 

### Unidade central de processamento
Os telefones celulares possuem unidades centrais de processamento (CPUs), semelhantes às dos computadores, mas otimizadas para operar em ambientes de baixo consumo de energia. O desempenho da CPU móvel depende não apenas da taxa de clock (geralmente dada em múltiplos de hertz)  mas também da hierarquia de memória que afeta muito o desempenho geral.

### Tela

Telas dobráveis de celulares Samsung

Uma das principais características dos telefones é a tela. Dependendo do tipo e design do dispositivo, a tela ocupa a maior parte ou quase todo o espaço na superfície frontal do dispositivo. Muitas telas de smartphones têm proporção de 16:9, mas proporções mais altas se tornaram mais comuns em 2017. Telefones com telas maiores são frequentemente chamados de "phablets". Devido aos avanços no design, alguns smartphones modernos com telas grandes e designs "de ponta a ponta" têm construções compactas que melhoram sua ergonomia, enquanto a mudança para proporções mais altas resultou em telefones com telas maiores, mantendo a ergonomia associada. com telas menores de 16:9.   Os monitores de cristal líquido são os mais comuns; outros são monitores IPS, LED, OLED e AMOLED. Alguns monitores são integrados com digitalizadores sensíveis à pressão, como os desenvolvidos pela Wacom e Samsung..

### Som
No som, os smartphones e feature phones variam pouco. Alguns recursos de aprimoramento da qualidade de áudio, como Voice over LTE e HD Voice, apareceram e estão frequentemente disponíveis em smartphones mais recentes. A qualidade do som pode continuar sendo um problema devido ao design do telefone, à qualidade da rede celular e aos algoritmos de compressão usados em chamadas de longa distância.

### Bateria
A bateria média do telefone dura de dois a três anos, no máximo. Muitos dos dispositivos sem fio usam uma bateria de íons de lítio (Li-Ion), que carrega de 500 a 2.500 vezes, dependendo de como os usuários cuidam da bateria e das técnicas de carregamento utilizadas. É natural que estas baterias recarregáveis envelheçam quimicamente, razão pela qual o desempenho da bateria quando utilizada durante um ou dois anos começará a deteriorar-se. A vida útil da bateria pode ser estendida drenando-a regularmente, sem sobrecarregá-la e mantendo-a longe do calor. 

### Cartão SIM

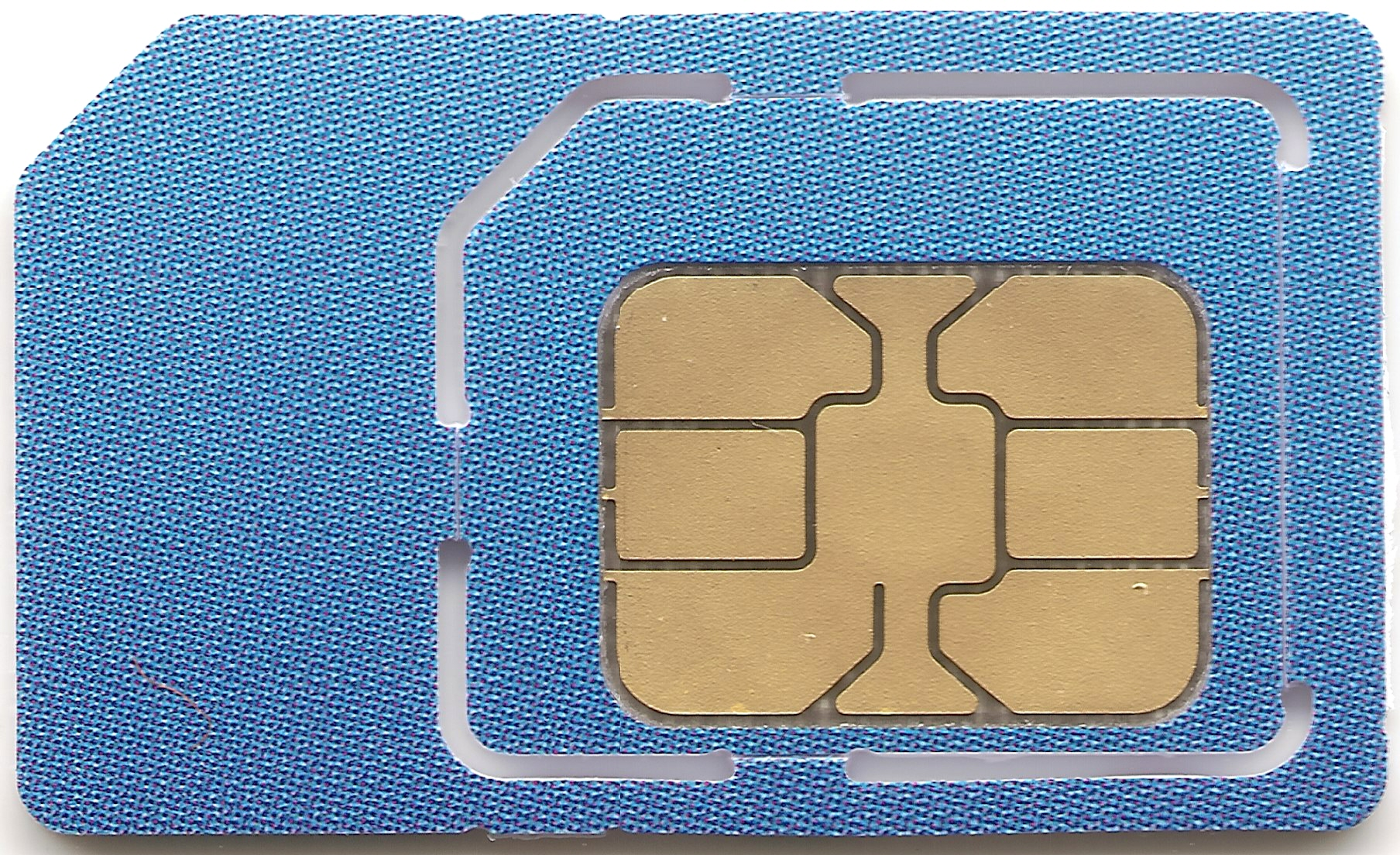
Cartão SIM típico de um telefone celular

Os telefones celulares requerem um pequeno microchip denominado Módulo de Identidade do Assinante ou cartão SIM para funcionar. O cartão SIM tem aproximadamente o tamanho de um pequeno selo postal e geralmente é colocado embaixo da bateria, na parte traseira da unidade. O SIM armazena com segurança a chave de assinante do serviço (IMSI) e o NSS usado para identificar e autenticar o usuário do telefone móvel. O cartão SIM permite aos usuários trocar de telefone simplesmente removendo o cartão de um celular e inserindo-o em outro. O primeiro cartão SIM foi fabricado em 1991 pela fabricante de cartões inteligentes de Munique Gieseck&Devrient para a operadora de rede sem fio finlandesa Radiolinja.
Um telemóvel híbrido pode conter até quatro cartões SIM, tendo um telefone um identificador de dispositivo diferente para cada cartão SIM. Os cartões SIM e R-UIM podem ser misturados para permitir o acesso às redes GSM e CDMA. A partir de 2010, esses telefones tornaram-se populares nos mercados emergentes e isso foi atribuído ao desejo de obter os custos de chamada mais baixos. Quando a remoção de um cartão SIM é detectada pelo sistema operacional, ele pode negar a continuação da operação até a reinicialização.

## Programas

### Plataformas de software

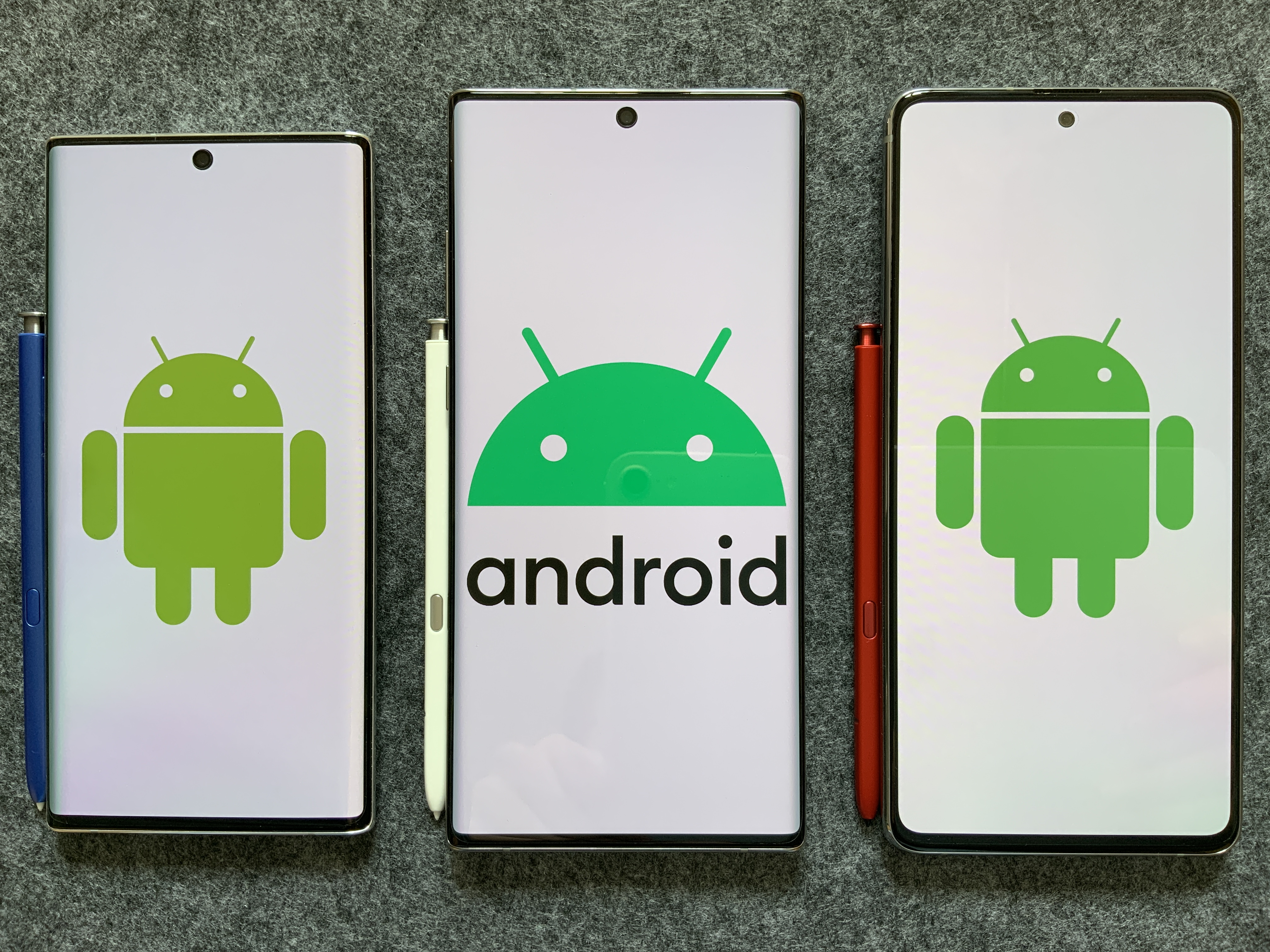
Smartphones Android

Os feature phones possuem plataformas de software básicas, enquanto que os smartphones possuem plataformas de software mais avançadas. O sistema operacional móvel Android é o mais vendido em todo o mundo em smartphones desde 2011.

### Aplicativos móveis
Um aplicativo móvel é um programa de computador projetado para ser executado em um dispositivo móvel, como um smartphone. O termo "aplicativo" é uma abreviação do termo "aplicativo de software". A introdução da App Store da Apple para iPhone e iPod Touch em julho de 2008 popularizou a distribuição online hospedada pelo fabricante para aplicativos de terceiros (software e programas de computador) focados em uma única plataforma. Há uma enorme variedade de aplicativos, incluindo videogames, produtos musicais e ferramentas de negócios. Até aquele ponto, a distribuição de aplicativos para smartphones dependia de fontes de terceiros que forneciam aplicativos para múltiplas plataformas,. Após o sucesso da App Store, outros fabricantes de smartphones lançaram lojas de aplicativos, como o Android Market do Google (mais tarde renomeado para Google Play Store), o BlackBerry App World da RIM ou lojas de aplicativos relacionadas ao Android, como Aptoide e F-Droid. Em fevereiro de 2014, 93% dos desenvolvedores móveis estavam visando primeiro os smartphones para o desenvolvimento de aplicativos móveis.

### Mensagens

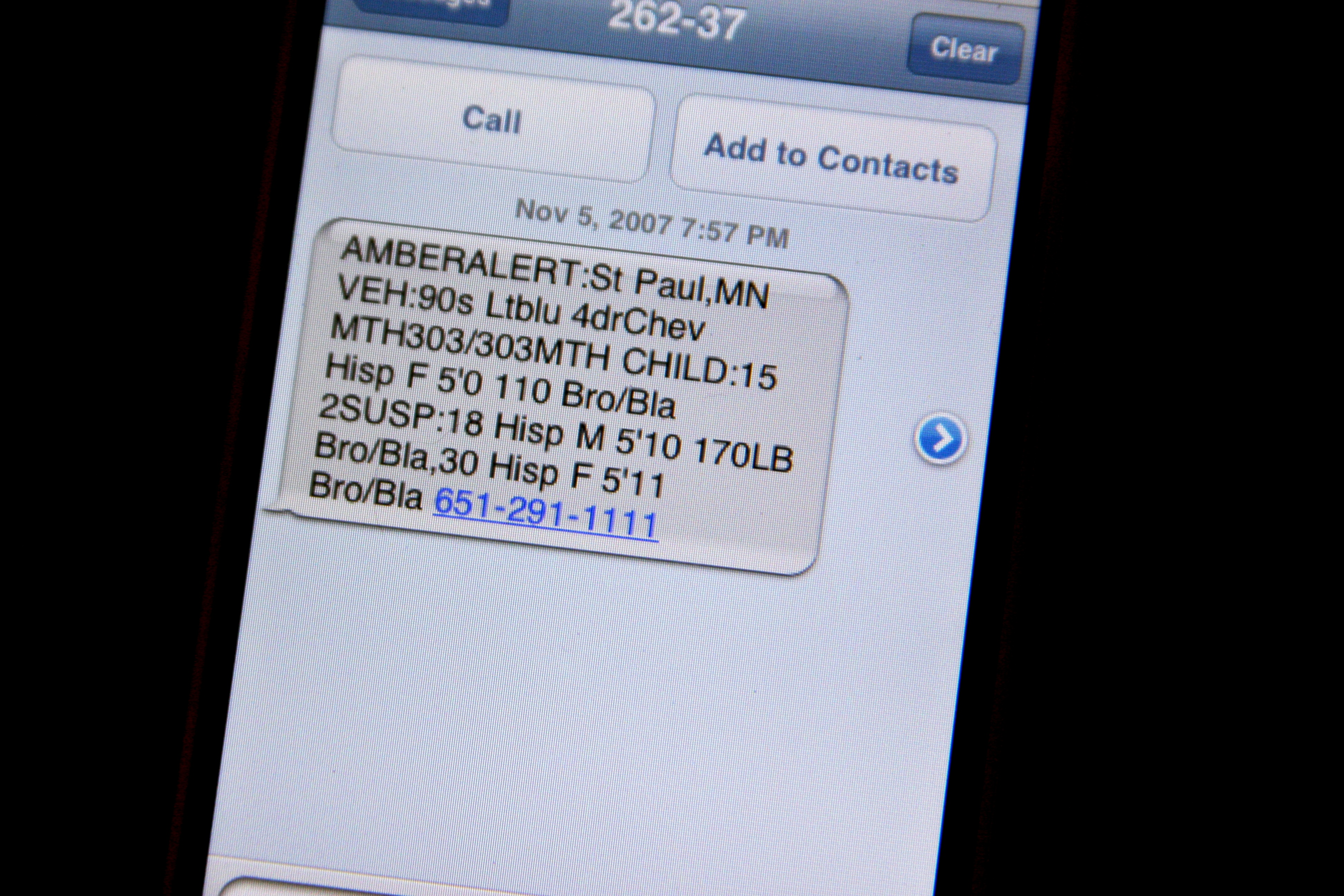
Uma mensagem de texto (SMS)

Um aplicativo de dados comum em telefones celulares são as mensagens de texto serviço de mensagens curtas (SMS, sigla em inglês). A primeira mensagem SMS foi enviada de um computador para um telemóvel em 1992, no Reino Unido, enquanto a primeira mensagem SMS de pessoa para pessoa, de telefone para telefone, foi enviada na Finlândia, em 1993. O primeiro serviço de notícias móvel, entregue via SMS, foi lançado na Finlândia em 2000 e, posteriormente, muitas organizações forneceram serviços de notícias "sob demanda" e "instantâneas" por SMS. O serviço de mensagens multimídia (MMS, sigla em inglês) foi introduzido em março de 2002.

## Vendas

### Por fabricante
| 1 | Samsung | 21% |
| 2 | Apple   | 16% |
| 3 | Xiaomi  | 13% |
| 4 | Oppo    | 10% |
| 5 | Vivo    | 9%  |
| | Outros  | 31% |
| Nota: As remessas do fornecedor são remessas de marca e excluem vendas OEM para todos os fornecedores. |         |     |

Em 2022, os cinco principais fabricantes mundiais eram Samsung (21%), Apple (16%), Xiaomi (13%), Oppo (10%) e Vivo (9%). De 1983 a 1998, a Motorola foi líder de mercado em telefones celulares, postou que passou a ser ocupado pela Nokia de 1998 a 2012. No primeiro trimestre de 2012, a Samsung ultrapassou a Nokia, posição de liderança que mantém desde então. Além da Motorola e da Nokia, marcas europeias como Siemens e Ericsson também já tiveram grande influência no mercado global de telefonia móvel e muitas novas tecnologias foram pioneiras na Europa. Em 2010, a influência das empresas europeias tinha diminuído significativamente devido à concorrência feroz das empresas americanas e asiáticas, para onde a maior parte da inovação técnica se tinha deslocado. Apple e Google, ambos dos Estados Unidos, também passaram a dominar o software para telefones celulares.

### Por operadora de telefonia móvel
A maior operadora móvel individual do mundo em número de assinantes é a China Mobile, que em 2018 tinha mais de 902 milhões de assinantes de telefonia móvel. Em 2009, mais de 50 operadoras móveis têm mais de dez milhões de assinantes cada e mais de 150 operadoras móveis tinham pelo menos um milhão de assinantes no final.

## Lusofonia

### Brasil
A primeira rede de telefonia celular do Brasil foi lançada pela TELERJ, na cidade do Rio de Janeiro em 1990, seguido da cidade de Salvador. Já o estado de São Paulo, foi considerado o último grande mercado mundial a ser atendido pela telefonia celular, onde o serviço foi iniciado pela Telecomunicações de São Paulo (TELESP), somente em agosto de 1993.
Segundo a União Internacional das Telecomunicações, o Brasil era o sexto maior mercado do mundo em telefonia celular no ano de 2010, com 202,94 milhões de aparelhos em uso. Em 2012, 247 milhões de linhas de telefones celulares ativas já existiam no Brasil, e em 2022, atingiu a marca de 256,4 milhões de linhas ativas. Mas a partir de 2015, o número de linhas ativas vem decaindo, com 229,2 milhões de assinantes/conexões no ano de 2018, sendo assim, o quinto país que mais utiliza telefones celulares no mundo, perdendo apenas para a China, Índia, Indonésia e Estados Unidos.

### Portugal
Em Portugal, durante o ano de 2004 a taxa de penetração dos telemóveis já ultrapassou os 100%, ou seja, existem mais equipamentos que habitantes portugueses. Devido a estes números, os operadores tentam fidelizar os seus clientes através de novos serviços, sobretudo de comunicação de dados, com destaque para o acesso móvel à Internet através de tecnologias de terceira geração (ex: UMTS, HSDPA). Em 2013, existiam em Portugal 16,8 milhões de cartões de telefone emitidos, dos quais 7,4 milhões pertenciam à TMN, 6,5 milhões à Vodafone e 2,4 milhões à Optimus. Estes resultados fizeram com que a TMN tivesse uma quota de mercado de 44,48%, a Vodafone cerca de 38% e a Optimus quase 15%.

## Outros usos

### Banco e pagamento móveis

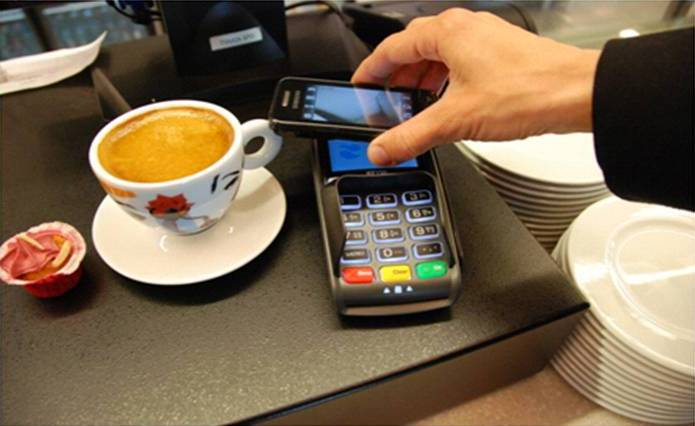
Sistema de pagamento móvel

Em muitos países, os telemóveis são utilizados para fornecer serviços bancários móveis, que podem incluir a capacidade de transferir pagamentos em dinheiro através de mensagens de texto SMS seguras. Alguns telemóveis podem efectuar pagamentos móveis através de esquemas de facturação móvel direta ou através de pagamentos sem contato se o telefone e o ponto de venda suportarem comunicação de campo próximo (NFC). Permitir pagamentos sem contacto através de telemóveis equipados com NFC requer a cooperação de fabricantes, operadores de rede e comerciantes.

### Rastreamento móvel
Os telefones celulares são comumente usados para coletar dados de localização. Enquanto o telefone celular está ligado, a sua localização geográfica pode ser facilmente determinada (esteja ele sendo usado ou não) usando uma técnica conhecida como multilateração para calcular as diferenças no tempo que um sinal leva para viajar do telefone celular para cada uma das várias torres de celular próximas ao dono do telefone. Os movimentos de um utilizador de telemóvel podem ser monitorizados pelo seu fornecedor de serviços e, se desejado, pelas agências responsáveis pela aplicação da lei e pelos seus governos. Tanto o cartão SIM quanto o aparelho podem ser rastreados.
A China propôs usar esta tecnologia para rastrear os padrões de deslocamento dos residentes da cidade de Pequim. No Reino Unido e nos Estados Unidos, os serviços de aplicação da lei e de inteligência utilizam telemóveis para realizar operações de vigilância. Hackers também conseguem rastrear a localização de um telefone, ler mensagens e gravar chamadas, obtendo o número de telefone do assinante.

## Impacto

### Cultural

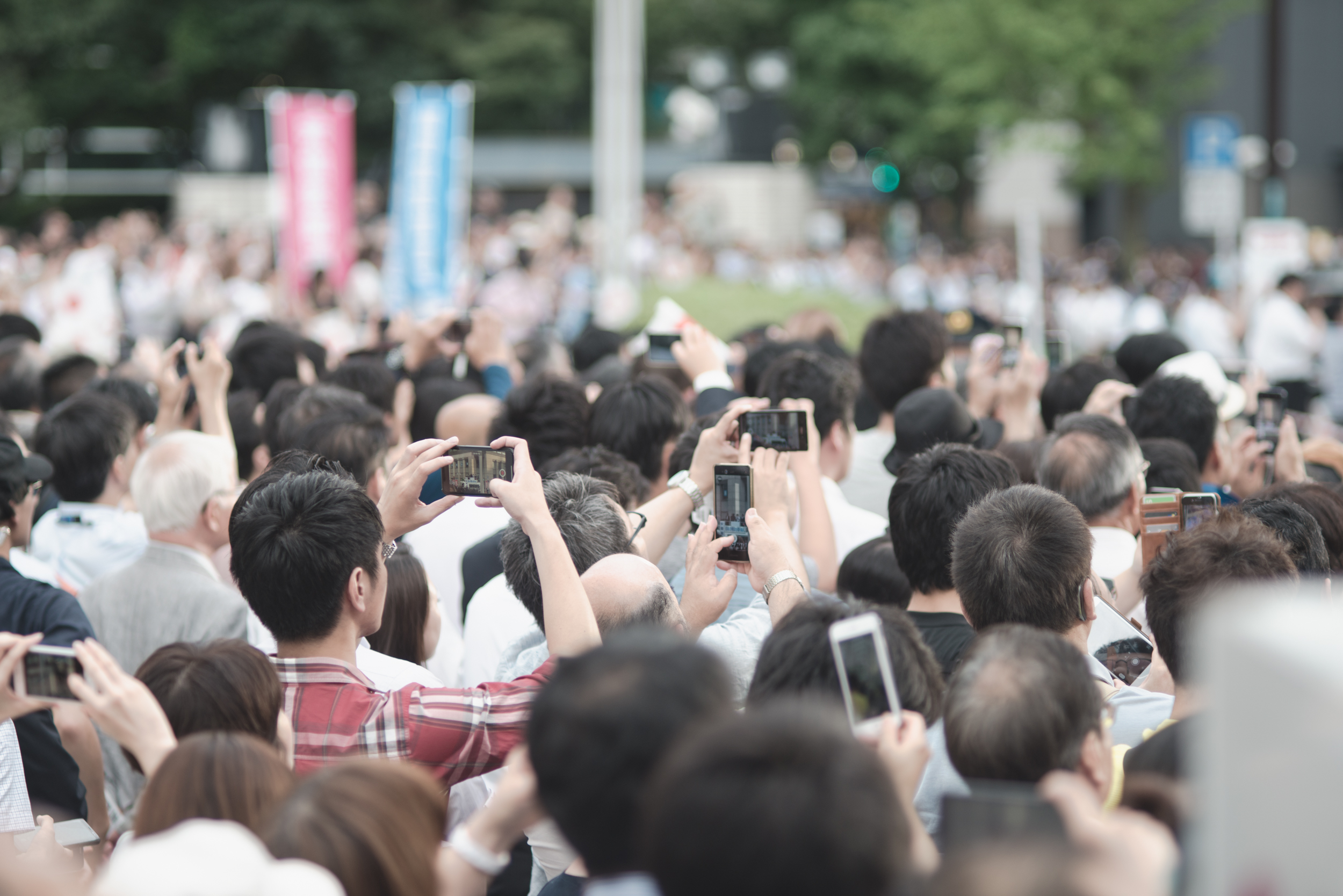
Pessoas segurando smartphones no Japão em 2019

Os telefones celulares são considerados uma importante invenção humana, pois têm sido uma das peças de tecnologia de consumo mais utilizadas e vendidas. Eles também se tornaram culturalmente simbólicos. Na cultura japonesa de telefonia móvel, por exemplo, os telefones celulares costumam ser decorados com amuletos. Eles também se tornaram símbolos da moda às vezes. O Motorola Razr V3 e o LG Chocolate são dois exemplos de aparelhos que se popularizaram por estarem na moda, embora não necessariamente focando no propósito original dos telefones celulares, ou seja, um aparelho para fornecer telefonia móvel.
Alguns também sugeriram que os telemóveis ou smartphones são um símbolo de status. Por exemplo, um artigo de pesquisa sugeriu que possuir especificamente um iPhone da Apple era visto como um símbolo de status.
As mensagens de texto, realizadas em telefones celulares, também levaram à criação da 'linguagem SMS', o que também levou à crescente popularidade dos emojis.

### Ambiental

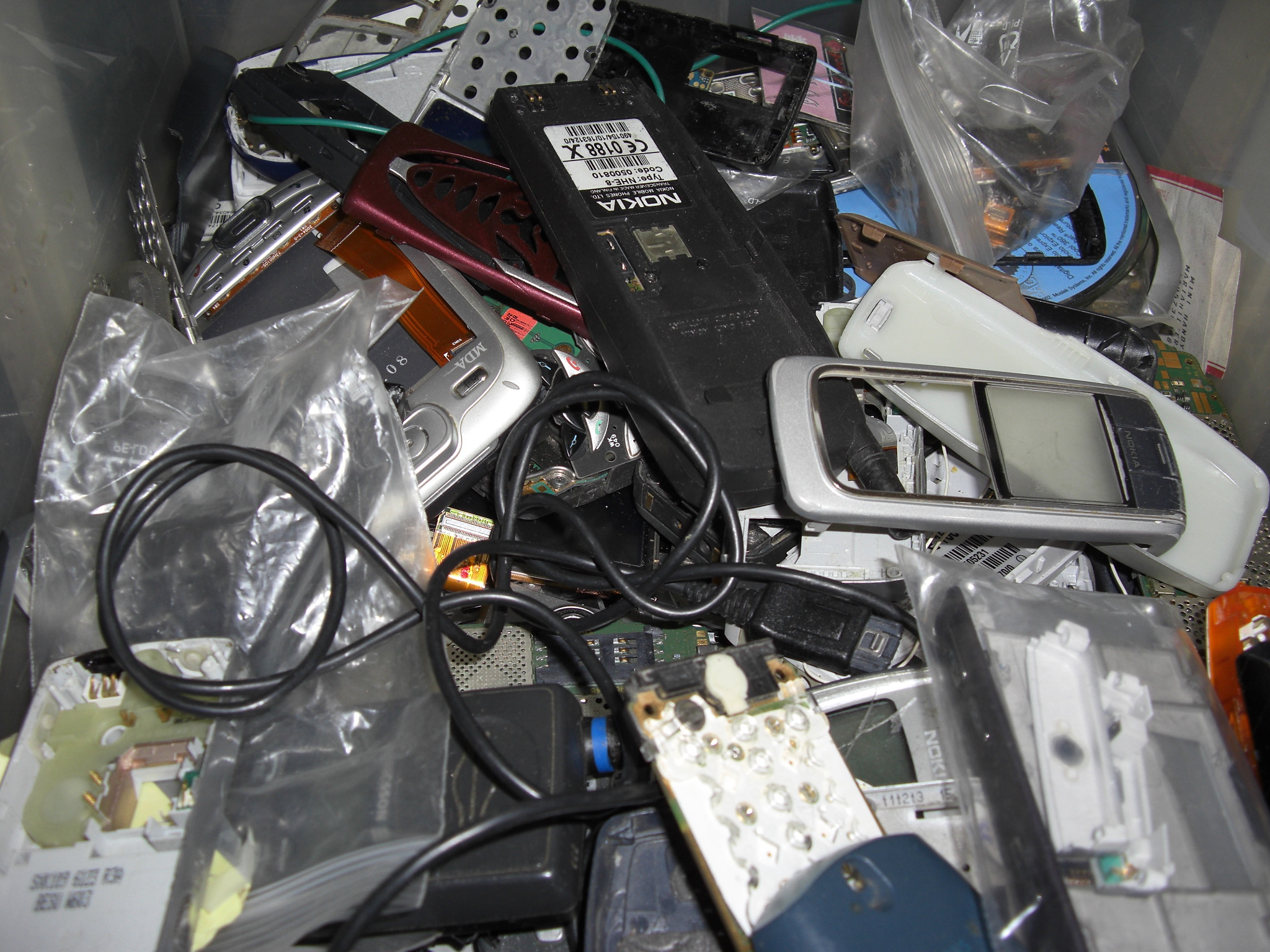
Celulares sucateados

Estudos demonstraram que cerca de 40-50% do impacto ambiental dos telemóveis ocorre durantea fabricação das suas placas de circuitos impressos e circuitos integrados. O usuário médio substitui seu telefone celular a cada 11 a 18 meses e os telefones descartados contribuem para o acúmulo de lixo eletrônico. Os fabricantes de telemóveis na Europa estão sujeitos à diretiva REEE e a Austrália introduziu um esquema de reciclagem de telemóveis  A Apple tem um desmontador e classificador robótico avançado chamado Liam, especificamente para reciclar iPhones desatualizados ou quebrados. 

### Saúde
Os aparelhos celulares, assim como outros dispositivos eletrônicos como rádio, televisão, alguns controles remotos, redes sem fio de computadores, etc, utilizam ondas eletromagnéticas de rádio frequência (RF) para comunicação. Essas ondas eletromagnéticas são consideradas como radiações não ionizantes, ou seja, consideradas seguras nas potências utilizadas nos dispositivos celulares cujo funcionamento atende às recomendações da International Commission on Non-Ionizing Radiation Protection (ICNIRP) provisoriamente adotadas pela Organização Mundial de Saúde (OMS). No entanto, a American Academy of Pediatrics (AAP) apoia a revisão destes padrões de segurança, definidos em 1996 com base em testes de segurança com adultos, sem considerar crianças e gestantes.
Governos de diversos países estão adotando o princípio da precaução  e aprovando leis que limitam o uso destas tecnologias. Em 2011, o Conselho da Europa examinou provas de que estas tecnologias têm efeitos "potencialmente nocivos" para os seres humanos, e concluiu que é necessária uma ação imediata para proteger as crianças.  Para o Conselho da Europa esta ação é crucial para evitar a repetição dos erros cometidos quando autoridades de saúde pública foram lentos em reconhecer os perigos do amianto, do fumo de tabaco e do chumbo na gasolina. Países que adotaram o Princípio de precaução  e aprovaram leis que limitam o uso de Wi-Fi e celulares: EUA, Canadá, Alemanha, Itália, França, Bélgica, Espanha, Índia, entre outros.
Diversos estudos têm sido conduzidos para se determinar possíveis riscos de longo prazo à saúde humana pelo uso aparelhos celulares: a Organização Mundial da Saúde divulgou, em 2009, resultados preliminares de um estudo que sugere que o uso de aparelhos celulares pode estar relacionado a uma predisposição maior a diversos tipos de cânceres; em contrapartida,  estudo da Sociedade Dinamarquesa do Câncer, publicado em 2009, realizado com base nos dados colhidos no período de 1974 a 2003, abrangendo praticamente todos os habitantes da Escandinávia descarta a ligação de cânceres cerebrais ao uso de celulares
A parte da divergência entre os estudos sobre os riscos à saúde do uso de celulares muitos especialistas e entidades de saúde oficiais têm recomendado a utilização limitada destes dispositivos assim como ao recurso do sistema de mãos-livres (viva-voz). Existe, contudo, um grande consenso sobre os riscos de acidentes provocados pelo uso de celulares: o uso desses dispositivos ao se dirigir um veículo automotor ou mesmo ao se caminhar aumentam significativamente o risco de acidentes através da distração provocada ao se conversar através do celular.

### Sociopolítico
A procura de metais utilizados em telemóveis e outros produtos eletrônicos alimentou a Segunda Guerra do Congo, que ceifou quase 5,5 milhões de vidas. Numa notícia de 2012, o jornal britânico The Guardian relatou: "Em minas subterrâneas inseguras no leste do Congo, crianças trabalham para extrair minerais essenciais para a indústria eletrônica. Os lucros dos minerais financiam o conflito mais sangrento desde a Segunda Guerra Mundial; a guerra tem durou quase 20 anos e recentemente explodiu novamente Nos últimos 15 anos, a República Democrática do Congo tem sido uma importante fonte de recursos naturais para a indústria de telefonia móvel."

### Segurança pública
De acordo com a Comissão Federal de Comunicações dos Estados Unidos, um em cada três roubos no país envolve o roubo de um telefone celular. Em 2013, uma petição online no Change.org, chamada Secure our Smartphones, instou os fabricantes de smartphones a instalar kill switches em seus dispositivos para torná-los inutilizáveis em caso de roubo. A petição faz parte de um esforço conjunto do procurador-geral de Nova York, Eric Schneiderman, e do promotor distrital de São Francisco, George Gascón, e foi dirigida aos CEOs dos principais fabricantes de smartphones e operadoras de telecomunicações. Em 10 de junho de 2013, a Apple anunciou que instalaria um kill switch em seu próximo sistema operacional.
Todos os telefones celulares possuem um identificador exclusivo chamado IMEI . Qualquer pessoa pode denunciar a perda ou roubo de seu telefone à operadora de telecomunicações e o IMEI seria colocado na lista negra de um registro central. As operadoras de telecomunicações, dependendo da regulamentação local, podem ou devem implementar o bloqueio de telefones na lista negra em suas redes. Existem, no entanto, várias maneiras de contornar uma lista negra. Um método é enviar o telefone para um país onde as operadoras de telecomunicações não são obrigadas a implementar a lista negra e vendê-lo lá, outro envolve alterar o número IMEI do telefone.

### Pedestres

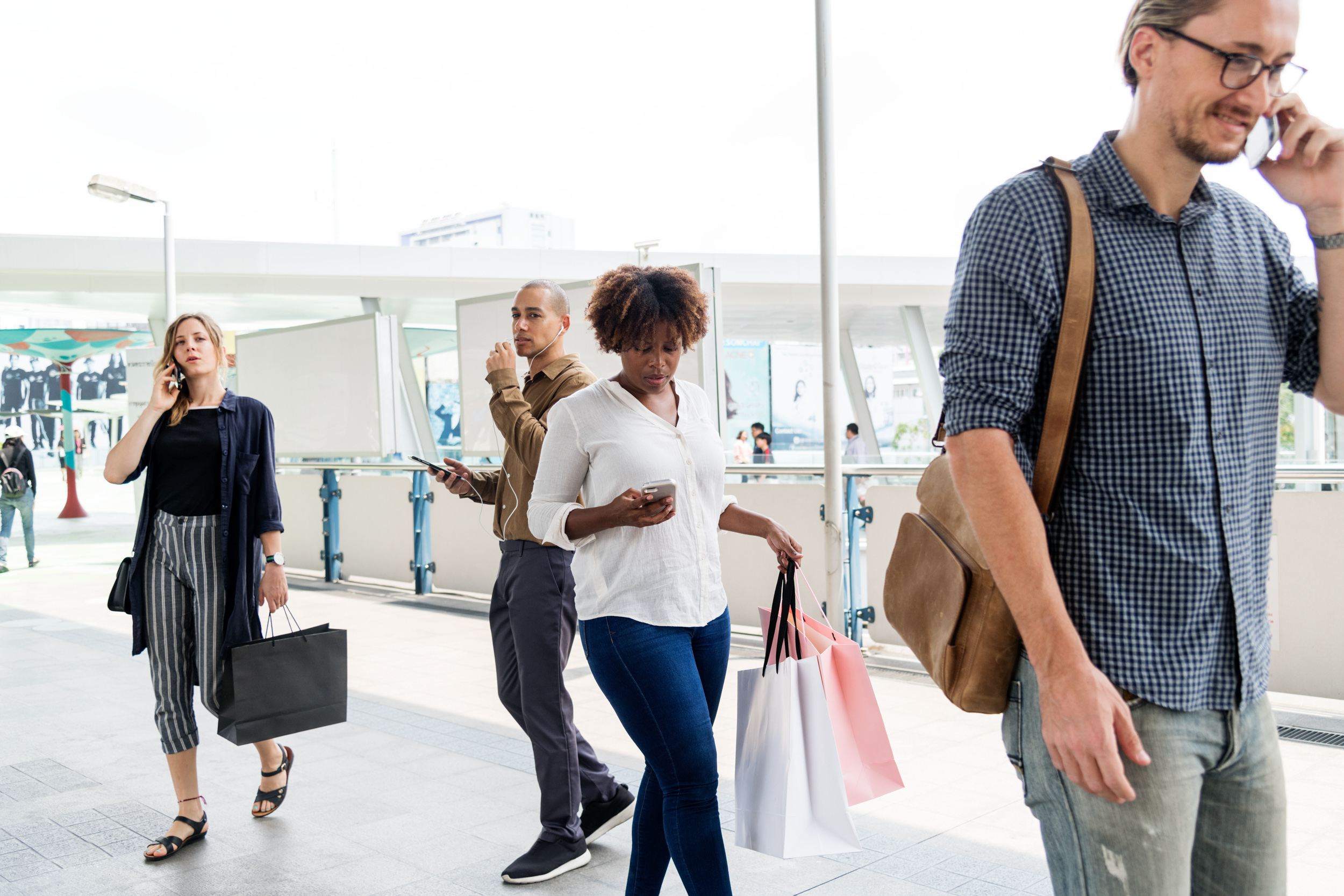
Pessoas usando telefones enquanto caminham

Em 2010, cerca de 1.500 pedestres ficaram feridos nos Estados Unidos enquanto usavam celulares e algumas jurisdições tentaram proibir os pedestres de usarem seus celulares. Outros países, como a China e os Países Baixos, introduziram faixas especiais para utilizadores de smartphones, para ajudar a direcioná-los e geri-los.

### Motoristas

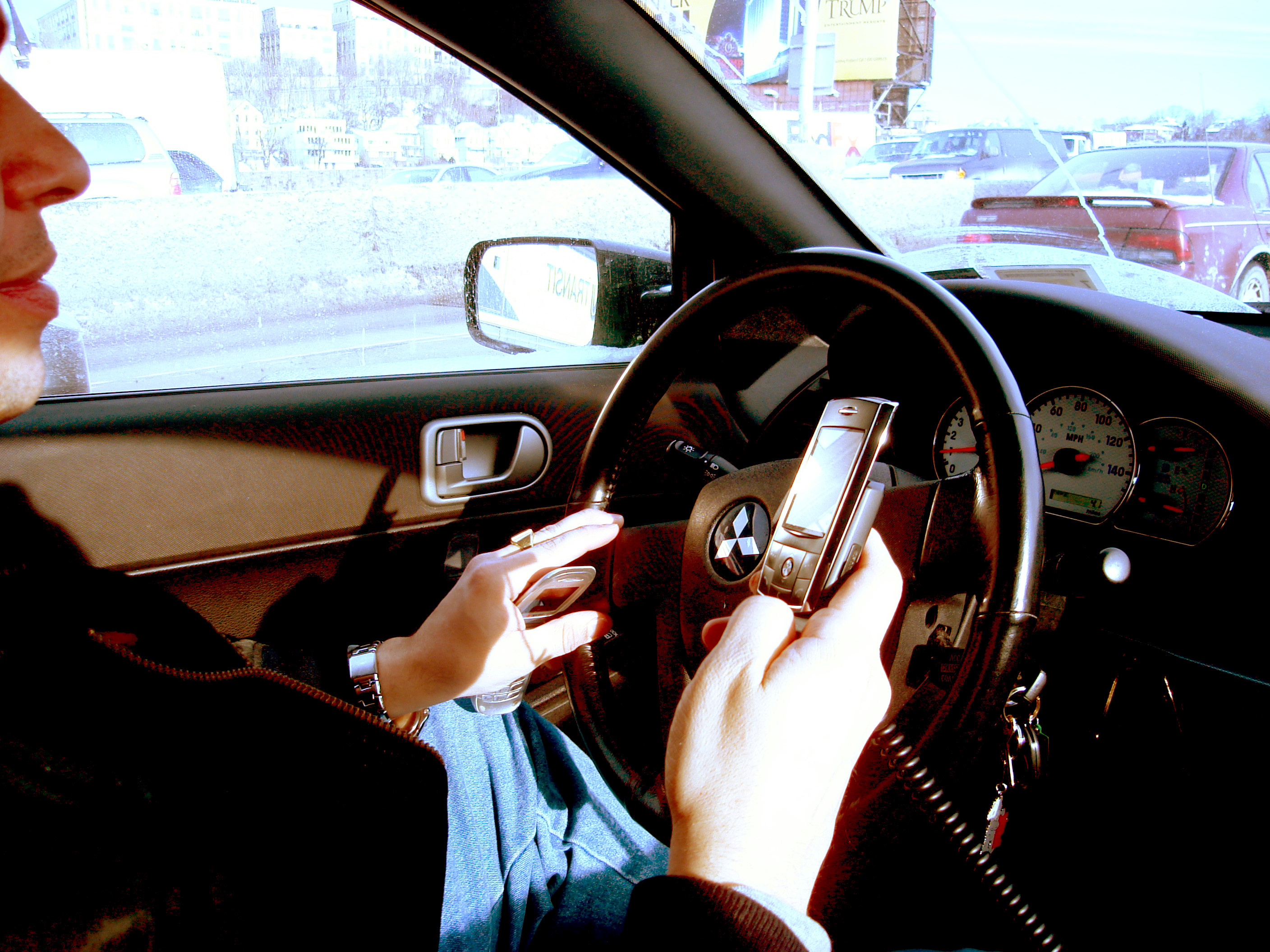
Um motorista usando dois telefones celulares portáteis ao mesmo tempo

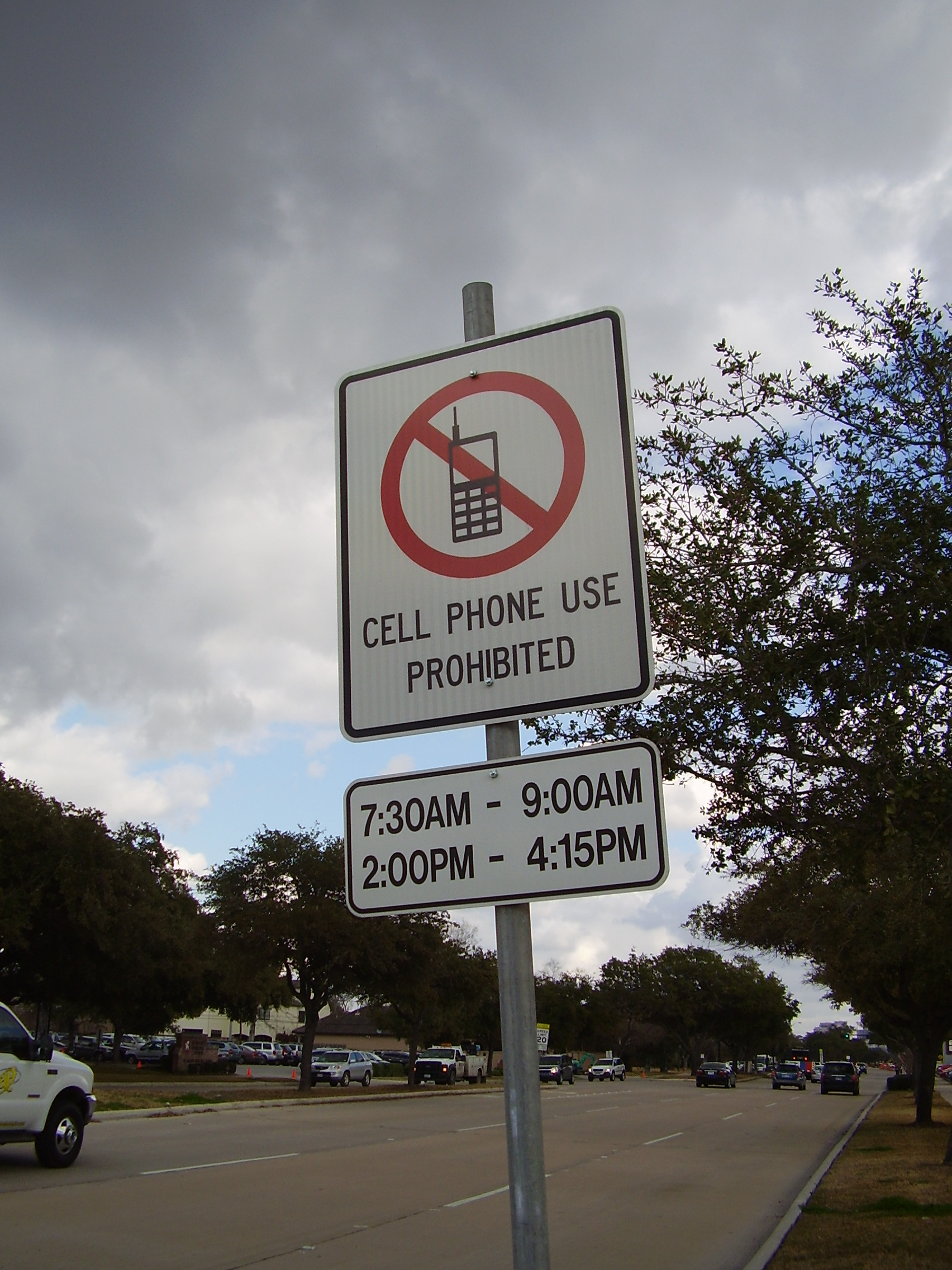
Uma placa nos Estados Unidos que restringe o uso do telefone celular a determinados horários do dia (proibido uso do telefone celular entre 7h30 e 9h00 e 14h00 e 16h15)

O uso do telefone celular durante a condução de um veículo, incluindo falar ao telefone, enviar mensagens de texto ou operar outros recursos do telefone, é comum, mas controverso. É amplamente considerado perigoso devido à distração ao dirigir. Foi demonstrado que estar distraído ao dirigir um veículo motorizado aumenta o risco de acidentes. Em setembro de 2010, a Administração Nacional de Segurança no Tráfego Rodoviário dos Estados Unidos (NHTSA, sigla em inglês) informou que 995 pessoas foram mortas por motoristas distraídos por telefones celulares. Em março de 2011, uma companhia de seguros norte-americana, a State Farm Insurance, anunciou os resultados de um estudo que revelou que 19% dos condutores inquiridos acediam à Internet num smartphone enquanto dirigiam.
Um estudo de 2011 relatou que mais de 90% dos estudantes universitários pesquisados enviam mensagens de texto (iniciam, respondem ou lêem) enquanto dirigem. A literatura científica sobre os perigos de conduzir enquanto se envia uma mensagem de texto a partir de um telemóvel ainda é limitada. Um estudo de simulação da Universidade de Utah descobriu um aumento de seis vezes no número de acidentes relacionados com distrações durante mensagens de texto. Um estudo de 2010 revisou a incidência do uso de telefones celulares durante o ciclismo e seus efeitos no comportamento e na segurança. Em 2013, uma pesquisa nacional nos Estados Unidos revelou que o número de condutores que relataram utilizar os seus telemóveis para aceder à Internet enquanto conduziam aumentou para quase um em cada quatro. Um estudo realizado pela Universidade de Viena examinou abordagens para reduzir o uso inadequado e problemático de telemóveis, como a utilização de telemóveis durante a condução.
Acidentes envolvendo um motorista distraído ao falar ao celular começaram a ser processados como negligência semelhante ao excesso de velocidade. No Reino Unido, a partir de 27 de fevereiro de 2007, os condutores que sejam apanhados a utilizar um telemóvel enquanto conduzem passaram a ter três pontos de penalização acrescentados à sua carteira de motorista, além da multa de 60 libras esterlinas. Este aumento foi introduzido para tentar conter o aumento de motoristas que ignoram a lei. O Japão proíbe todo o uso de telefones celulares durante a condução, incluindo o uso de dispositivos viva-voz. A Nova Zelândia proibiu o uso de telefones celulares portáteis desde 1º de novembro de 2009. Muitos estados dos Estados Unidos proibiram o envio de mensagens de texto em telefones celulares enquanto você dirige.